# Certonotus seminiger
Certonotus seminiger är en stekelart som beskrevs av Krieger 1901. Certonotus seminiger ingår i släktet Certonotus och familjen brokparasitsteklar. Inga underarter finns listade i Catalogue of Life.